# 卜勵德
卜勵德（音译为：尼古拉斯·普拉特，1936年3月10日—），美國國務院外交官，会說中文，曾派駐台灣、中國大陸及英屬香港，曾任美国驻巴基斯坦、菲律宾、赞比亚全权大使。

## 生平
1936年，出生于纽约市。
1957年，毕业于哈佛学院。
1959年，任加拿大安大略省温莎市副领事。
1962年，在台中華語学院学习汉语。
1964年，任职美国驻香港总领事馆。
1968年，任职国务院东亚太平洋事务局。
1969年，任情报研究局亚洲共产主义地区处处长。
1971年，任美国国务院秘书处副主任、主任。
1973年，任美国驻中国北京联络辦事處政治处处长。
1974年，任美国驻日本东京大使馆政治处副处长。
1977年，任美国国务院日本事务处長。
1978年，任职美国白宫国家安全委员会。
1980年，任职美国国防部。
1981年，任职美国国务院。
1982年，任美国驻赞比亚大使。
1985年，任美国国务卿特别助理。
1987年，任美国驻菲律宾大使。
1991年，任美国驻巴基斯坦大使。

## 作品
- 《中美关系中的"中国男孩":卜励德回忆录》（2013年6月1日）